# Veysonnaz
Veysonnaz är en ort och kommun i distriktet Sion i kantonen Valais, Schweiz. Kommunen har 621 invånare (2023).

## Sport och fritid
Här har bland annat deltävlingar vid världscupen i alpin skidåkning genomförts.